# 都市採礦

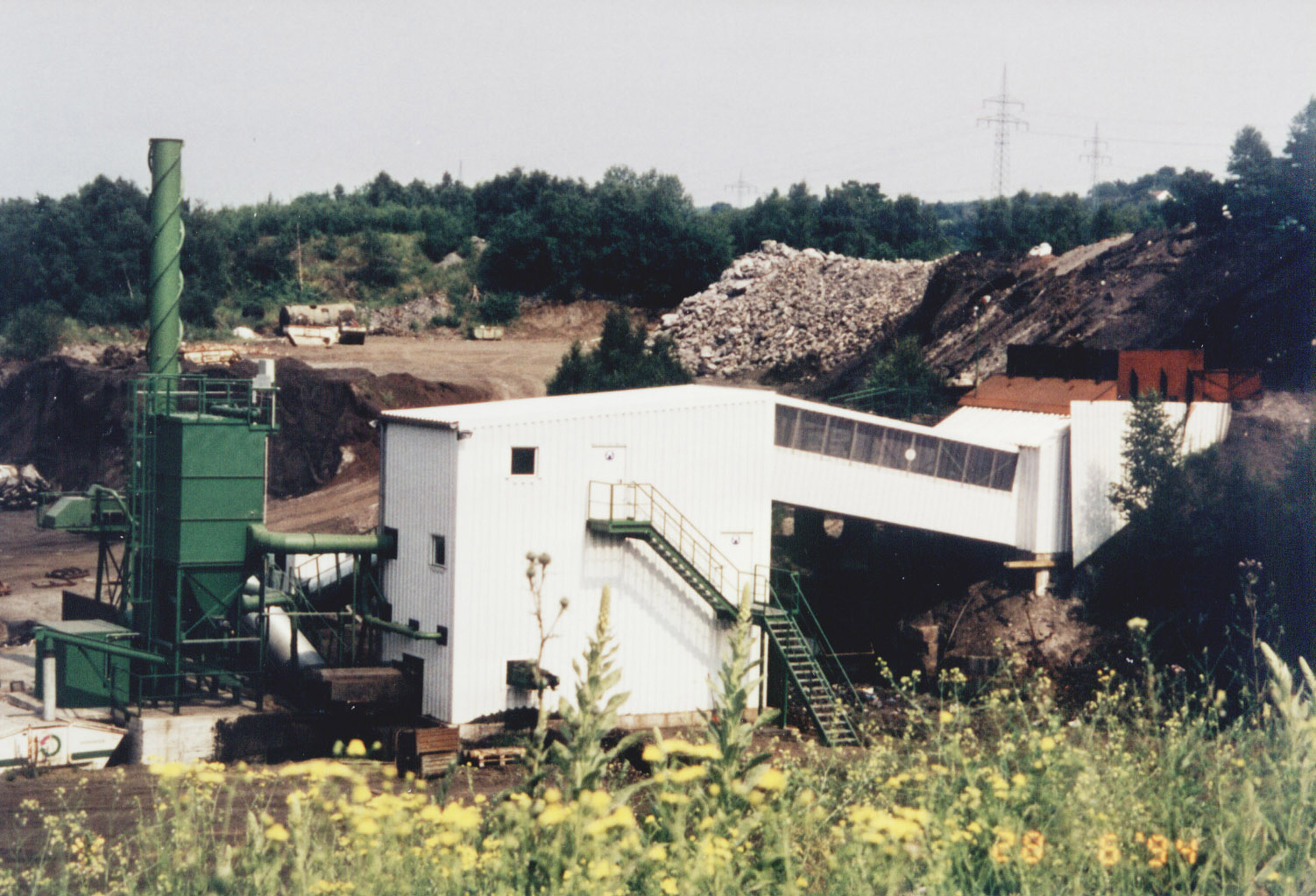
老旧设备

都市採礦（Urban mining）是指從社會的廢電子電機設備（waste electrical and electronic equipment；）回收稀有金屬的過程；而這些廢電子電機設備又被稱為都市礦山（都市鉱山）。

## 概要
1980年代，日本東北大學採礦冶煉研究所（選鉱製錬研究所）的南條道夫教授（Hideo Nanjyō）首度提倡“都市礦山”以及“都市採礦”的概念。但其實在這之前，北原比呂志和古賀政雄亦有近似的研究，不過只限於飛機內的廢金屬回收；然而在論文最後亦有提及飛機以外的資源回收。之後，東北大学多元物質科学研究所的中村崇教授等人提出了都市礦山開發的人工礦床計劃的構想。
近年在產業界，由於稀有金屬價格大幅上漲等原因，推動了從廢棄的移动电话和个人电脑零件中回收稀缺資源等措施，對都市礦山的概念進行了重新評估。
根據當地工業，可以從污水和污泥中經濟地提煉出貴金屬
。

### 文獻來源
- Kuroda, Kouichi; Ueda, Mitsuyoshi. . Ike, Michihiko; Yamashita, Mitsuo; Soda, Satoshi  (编). . CRC Press. 2011. ISBN 9789814267991.
- Yu, Jeongsoo; Che, Jia; Omura, Michiaki; Serrona, Kevin Roy B. . Kumar, Sunil  (编).  2. InTech. 2011. ISBN 9789533074474.
- Nakamura, Takashi. . Neelameggham, Neale; Alam, Shafiq; Oosterhof, Harald; Jha, Animesh; Dreisinger, David; Wang, Shijie  (编). . Minerals, Metals & Materials. Springer. 2016. ISBN 9783319481883.

## 延伸閱讀
- Nakamura, Takashi; Halada, Kohmei. . Briefs in Applied Sciences and Technology. Springer. 2014. ISBN 9784431550754.